# Brezovica (gmina Velika Polana)
Brezovica – wieś w Słowenii, w gminie Velika Polana. W 2018 roku liczyła 226 mieszkańców.